# Малеванная, Лариса Ивановна
Лари́са Ива́новна Малева́нная (род. 22 января 1939, Фёдоровка, Ростовская область) — советская и российская актриса театра и кино, театральный режиссёр, литератор. Народная артистка РСФСР (1985).

## Биография
Родилась 22 января 1939 года в селе Фёдоровка Неклиновского района Ростовской области. В 1952 году семья переехала в Краснодар.
Училась на историко-филологическом факультете Краснодарского педагогического института, который оставила на последнем курсе и лишь затем пришла в театральный вуз — ЛГИТМиК — на режиссёрский факультет (курс А. А. Музиля — режиссура и А. И. Кацмана — актёрское мастерство) и в 1965 году окончила его с красным дипломом.
Вышла замуж за однокурсника — будущего режиссёра Геннадия Опоркова.
С 1965 года работала вместе с мужем в Красноярском театре юного зрителя в качестве актрисы и режиссёра.
В 1968 году вернулась в Ленинград с мужем, которого пригласили стать режиссёром в Ленинградском театре имени Ленсовета. Вместе с мужем в театре начала работать и Лариса.
В 1971 году Лариса Малеванная переходит в Ленинградский театр имени Ленинского комсомола, куда её муж был назначен главным режиссёром.
В 1976 году рассталась с мужем и по приглашению Георгия Товстоногова перешла в Большой драматический театр, где служила до 2007 года.
В 1984—1988 годах работала в Ленинградском государственном институте театра, музыки и кинематографии в должности доцента кафедры актёрского мастерства, руководителя курса, в 1988 году выпустила актёрский курс.
В 1984 году Лариса Ивановна в БДТ поставила пьесу Валентина Крымко «Дочь». На малой сцене БДТ шла ещё одна пьеса в постановке Малеванной — «Бенгальские огни» А. Г. Аверченко.
С 1988 года по 1993 год руководила Драматическим театром на Васильевском острове (Санкт-Петербург).
В 2009—2012 годах служила режиссёром в Краснодарском муниципальном молодёжном театре.
Литератор, автор пяти опубликованных книг, в том числе: «Горошинка в шкатулке», «Песочница», «Мирись, мирись, больше не дерись…», «Дачные посиделки».

## Семья
Отец — Иван Малеванный, работал водителем троллейбуса в Краснодаре, умер в 68 лет.
Мать — Малеванная (Еремеева), работала учителем начальных классов, умерла в 43 года
Сестра — Ангелина Ивановна Малеванная (род. 1940)
Брат — Александр Иванович Малеванный (1947—2013)
Сестра — Ирина Ивановна Малеванная (род. 1954)
Первый муж (до 1976) — Геннадий Опорков, режиссёр.
- Сын — Александр Геннадьевич Опорков, программист.
  - Трое внуков — Станислав, Михаил и Светлана, двое правнуков.

Второй муж — Олег Пальмов, актёр. Прожили вместе 20 лет.

## Признание и награды
- Медаль Пушкина (13 февраля 2004 года) — за большой вклад в развитие отечественного театрального искусства[9]
- Народная артистка РСФСР (1985)
- Заслуженная артистка РСФСР (1975)
- Лауреат художественной премии «Петрополь» за достижения в области культуры и искусства и за оригинальные проекты (2000)[10]
- Лауреат премии Александра Володина (2009)[11]

## Творчество

### Роли в театре

#### Академический театр имени Ленсовета
- «Пассажирка» — Анна Лиза
- «Сорок первый» — Марютка (партнёр — Игорь Ледогоров)

#### Ленинградский Ленком
- «С любимыми не расставайтесь» — Катя

#### Большой драматический театр
- «Дачники» М. Горького — Варвара Михайловна
- «Тихий Дон» Шолохова — Наталья
- «Оптимистическая трагедия» Вс. Вишневского — комиссар
- «Перечитывая заново» — Ирина
- «Дядя Ваня» А. П. Чехова — Елена Андреевна
- «Рядовые» — Вера
- «Я построил дом» — Алёна
- «Последние» — Софья
- «Сёстры» Л. Разумовской, постановка Г. Егорова — Ольга

#### Драматический театр «Приют комедианта»
- «Беспокойное танго» Карела Чапека. Режиссёр: Вениамин Фильштинский — мать[2]

#### Режиссёр (Краснодарский молодёжный театр)
- «Куколка» (А. Аверченко)
- «Вечный муж» (Ф. Достоевский)
- «Чудики» (В. Шукшин)

### Фильмография
- 1968 — В день свадьбы — Нюра Салова
- 1969 — Завтра, третьего апреля… — мама Маши Гавриковой
- 1969 — Проводы белых ночей — Тамара
- 1969 — Аргонавты (фильм-спектакль)
- 1970 — Взрыв замедленного действия — Лена
- 1971 — Назовите ураган «Мария» — Мария
- 1971 — Разрешите взлёт! — Катерина Селезнёва
- 1972 — Гроссмейстер — Елена Донцова, жена Хлебникова
- 1973 — За облаками — небо — Полина
- 1974 — Голос сердца (короткометражный) — поэтесса (озвучивание)
- 1974 — Весенние перевёртыши — Тягунова, мать Дюшки
- 1975 — Память — Мария Осиповна
- 1975 — Единственная… — Манюня, сестра Николая Касаткина
- 1975 — Там, за горизонтом — Полина
- 1976 — Житейское дело — Евдокия Гавриловна
- 1976 — Пять вечеров (фильм-спектакль) — Тамара
- 1976 — Легенда о Тиле — Сооткин
- 1977 — Прыжок с крыши — Маргарита Сергеевна
- 1978 — Допрос о любви (фильм-спектакль) —
- 1978 — Иванцов, Петров, Сидоров — Рита
- 1978 — Встречи — Анна
- 1979 — Сцены из семейной жизни — Кира
- 1980 — Поздние свидания — Вера Ивановна
- 1980 — Рафферти — Марта
- 1983 — Долгая дорога к себе — Костромина
- 1983 — Подросток — Софья Андреевна
- 1985 — БДТ тридцать лет спустя (фильм-спектакль) — зрительница
- 1986 — Игорь Саввович — Елена Платоновна
- 1987 — Моя дорогая — Тамара Хрусталёва
- 1988 — Всё нормально — Мила
- 1989 — Интердевочка — Алла Сергеевна Зайцева, мать Тани
- 1992 — Анкор, ещё анкор! — жена полковника Виноградова, Тамара Владимировна
- 1993 — На Муромской дорожке — Алевтина Сергеевна, мама Ольги
- 2001 — Чёрный ворон — Марина Ларина, мать Ивана
- 2002 — Подружка Осень — мать Анны
- 2003 — Улицы разбитых фонарей 5 — Элеонора Карловна
- 2003 — Идиот — Нина Александровна Иволгина
- 2003 — Демон полдня — Дроздетская
- 2005 — Риэлтор — больная женщина
- 2006 — Прииск — Ольга Служаева
- 2007 — Сонька — Золотая Ручка — Варвара Тихоновна, генеральская вдова
- 2007 — Поводырь — Анна Антоновна, мать Павла
- 2008 — Апостол — Евгения Тихоновна Хромова
- 2008 — Городской пейзаж — бабушка Лены
- 2008 — Клинч — мама Анны
- 2008 — Мой осенний блюз — Александра Михайловна
- 2008 — Родительский день — Елена Ивановна Томилина
- 2009 — Видримасгор, или История моего космоса — бабушка
- 2009 — Адмиралъ (сериал) — жена Эссена
- 2009 — Цвет пламени — Дарья Никитична, знахарка-травница
- 2009 — Питерские каникулы — Мирослава Антоновна
- 2009 — Смерть Вазир-Мухтара. Любовь и жизнь Грибоедова — Настасья Фёдоровна
- 2010 — Солнцекруг — знахарка
- 2011 — Дом — мать Шамановых
- 2013 — Оттепель — бабушка Марьяны
- 2014 — Скорая помощь (Украина) — Нина Забелина, забытая актриса
- 2014 — Переводчик — Александра Константиновна, мать Андрея Петровича Старикова
- 2014 — Две женщины — Анна Семёновна
- 2015 — Приличные люди — Мария Фёдоровна
- 2016 — Наше счастливое завтра — Екатерина Михайловна, учительница музыки
- 2016 — Бывшие (короткометражный) —
- 2016 — Личное пространство — Вера Михайловна Волочкова, мать Владимира
- 2018 — Крымский мост. Сделано с любовью! — Рая
- 2019 — Союз спасения — фрейлина Екатерина Нелидова
- 2019 — До скорой встречи (See You Soon)[англ.] — Марина, бабушка Ланы
- 2022 — Союз Спасения. Время гнева — фрейлина Екатерина Нелидова

### Телеспектакли
- 1971 — Жаворонок — Жанна д’Арк
- 1978 — Лика — Нина
- 1980 — Нора — Нора

## Документальный фильм
- «Холодные струи искусства». «Горошинка в шкатулке». Лариса Малеванная. — ГТРК «Санкт-Петербург», 2009, режиссёр В. Высоцкий, длительность: 26 мин.

## Литературные произведения
- Горошинка в шкатулке. — СПб.: Балтийские сезоны, 2008. — 304 с. — ISBN 978-5-903368-20-4
- Песочница. — М.: АСТ; Зебра Е; Владимир: ВКТ, 2010. — 300 с. + 24 с. илл. — (Актёрская книга) — ISBN 978-5-17-064613-5 (АСТ), ISBN 978-5-94663-970-5 (Зебра Е), ISBN 978-5-226-02004-9 (ВКТ)
- Мирись, мирись, больше не дерись… — СПб.: Любавич, 2011. — 270 с. — ISBN 978-5-86983-207-8
  - Подарочное, юбилейное изд., доп. — СПб.: Аничков мост, 2014. — 464 с. — ISBN 978-5-902406-82-2